# Gobionellinae

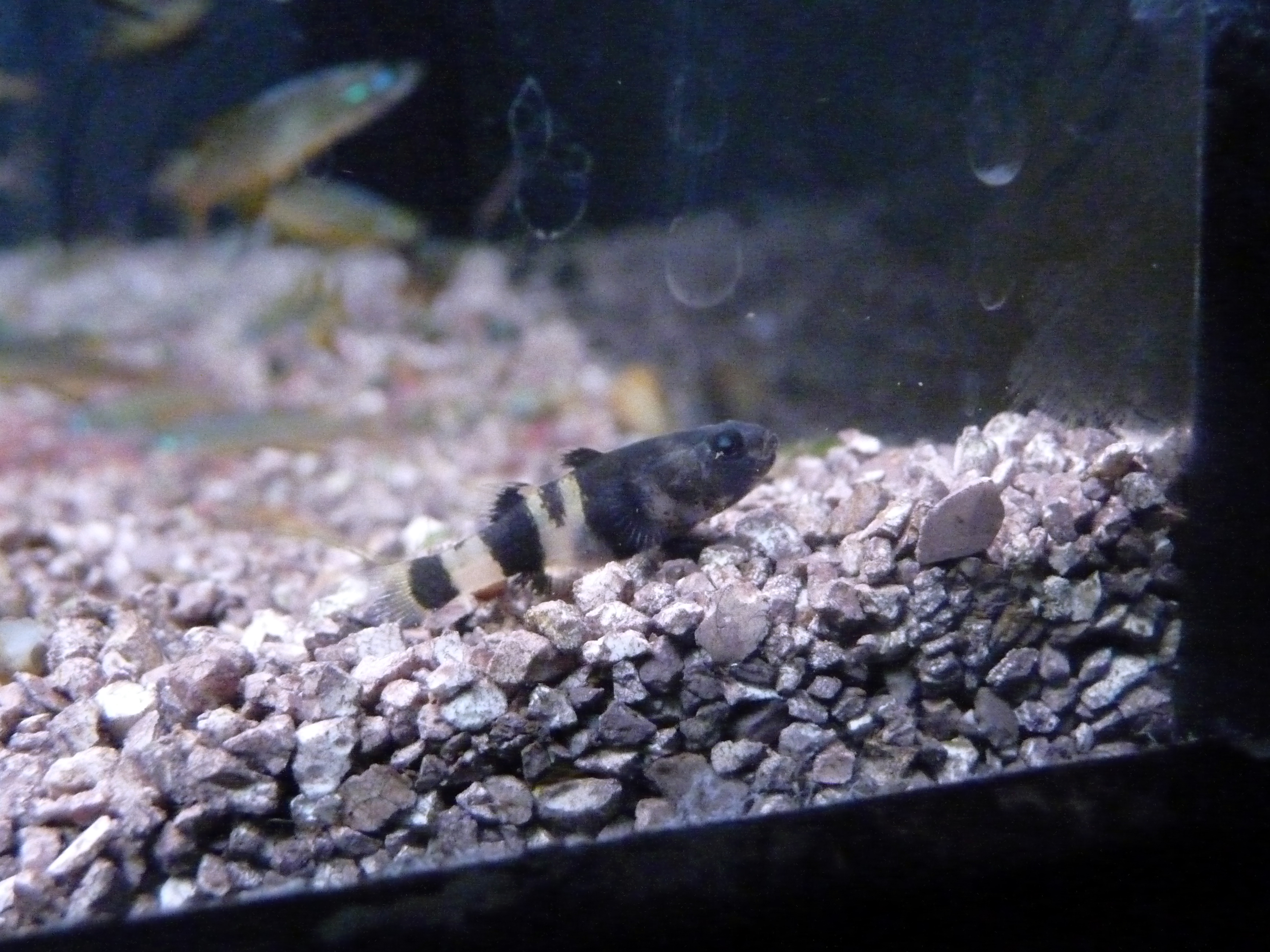
Brachygobius xanthozonus

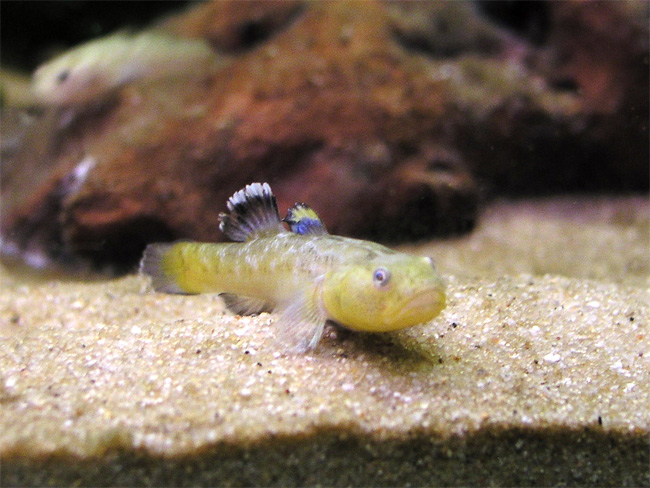
Chlamydogobius eremius

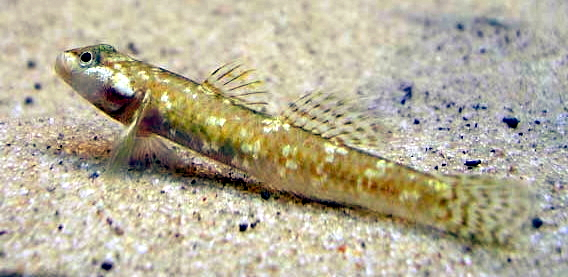
Nőstény Rhinogobius duospilus

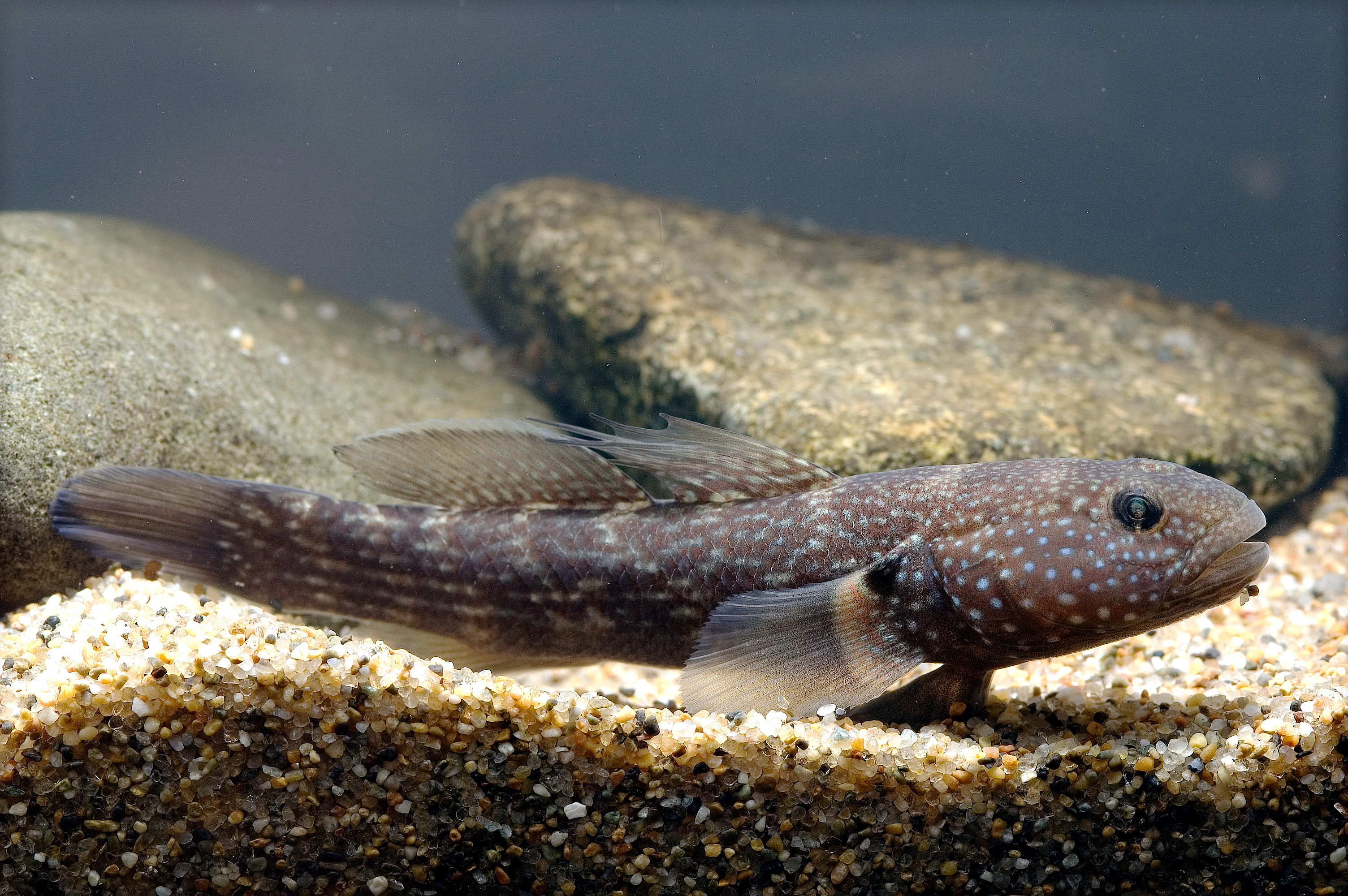
Tridentiger brevispinis

A Gobionellinae a csontos halak (Osteichthyes) főosztályának sugarasúszójú halak (Actinopterygii) osztályába, ezen belül a sügéralakúak (Perciformes) rendjébe és a gébfélék (Gobiidae) családjába tartozó alcsalád.
A Gobionellinae alcsaládba 53 nem és 397 faj tartozik.

## Rendszerezés
Az alcsaládba az alábbi 53 nem tartozik:
- Acanthogobius Gill, 1859 - 6 faj
- Amblychaeturichthys Bleeker, 1874 - 2 faj
- Astrabe Jordan & Snyder, 1901 - 3 faj
- Awaous Valenciennes in Cuvier & Valenciennes, 1837 - 19 faj
- Brachygobius Bleeker, 1874 - 9 faj
- Caecogobius - 1 faj
  - Caecogobius cryptophthalmus Berti & Ercolini, 1991
- Chaenogobius Gill, 1859 - 2 faj
- Chaeturichthys J. Richardson, 1844 - 2 faj
- Chlamydogobius Whitley, 1930 - 6 faj
- Clariger Jordan & Snyder, 1901 - 6 faj
- Clevelandia - 1 faj
  - Clevelandia ios (Jordan & Gilbert, 1882)
- Ctenogobius Gill, 1858 - 23 faj
- Eucyclogobius - 1 faj
  - Eucyclogobius newberryi (Girard, 1856)
- Eugnathogobius Smith, 1931 - 9 faj
- Eutaeniichthys - 1 faj
  - Eutaeniichthys gilli Jordan & Snyder, 1901
- Evorthodus Gill, 1859 - 2 faj
- Gillichthys Cooper, 1864 - 3 faj
- Gnatholepis Bleeker, 1874 - 10 faj
- Gobioides Lacepède, 1800 - 5 faj
- Gobionellus Girard, 1858 - 7 faj
- Gobiopterus Bleeker, 1874 - 10 faj
- Gymnogobius Gill, 1863 - 16 faj
- Hemigobius Bleeker, 1874 - 2 faj
- Ilypnus Jordan & Evermann, 1896 - 2 faj
- Lepidogobius - 1 faj
  - Lepidogobius lepidus (Girard, 1858)
- Lethops - 1 faj
  - Lethops connectens Hubbs, 1926
- Leucopsarion - 1 faj
  - Leucopsarion petersii Hilgendorf, 1880
- Luciogobius Gill, 1859 - 16 faj
- Mistichthys - 1 faj
  - Mistichthys luzonensis Smith, 1902
- Mugilogobius Smitt, 1900 - 32 faj
- Oligolepis Bleeker, 1874 - 6 faj
- Oxyurichthys Bleeker, 1857 - 23 faj
- Paedogobius - 1 faj
  - Paedogobius kimurai Iwata, Hosoya & Larson, 2001
- Pandaka Herre, 1927 - 7 faj
- Papuligobius Chen & Kottelat, 2003 - 2 faj
- Parawaous - 1 faj
  - Parawaous megacephalus (Fowler, 1905)
- Pseudogobiopsis Koumans, 1935 - 4 faj
- Pseudogobius Popta, 1922 - 8 faj
- Pseudorhinogobius - 1 faj
  - Pseudorhinogobius aporus Zhong & Wu, 1998
- Pterogobius Gill, 1863 - 4 faj
- Quietula Jordan & Evermann in Jordan & Starks, 1895 - 2 faj
- Redigobius Herre, 1927 - 15 faj
- Rhinogobius Gill, 1859 - 63 faj
- Sagamia - 1 faj
  - Sagamia geneionema (Hilgendorf, 1879)
- Schismatogobius de Beaufort, 1912 - 10 faj
- Stenogobius Bleeker, 1874 - 27 faj
- Stigmatogobius Bleeker, 1874 - 7 faj
- Suruga - 1 faj
  - Suruga fundicola Jordan & Snyder, 1901
- Synechogobius Gill, 1863 - 1 faj
  - Synechogobius ommaturus (Richardson, 1845)
- Tamanka Herre, 1927 - 2 faj
- Tridentiger Gill, 1859 - 9 faj
- Tukugobius - 1 faj
  - Tukugobius philippinus Herre, 1927
- Typhlogobius - 1 faj
  - Typhlogobius californiensis Steindachner, 1879